# Lexique de la polémique
Lexique de la polémique est une émission de télévision québécoise diffusée à partir du 1er avril 2019 sur la chaîne Savoir média. Finaliste aux 35e prix Gémeaux, la série est animée par la dramaturge québécoise Rébecca Déraspe.

## Concept
Seule ou accompagnée, l'animatrice Rébecca Déraspe démystifie les significations et les usages pluriels de mots se trouvant au cœur de polémiques, principalement au sein de la société québécoise.

## Épisodes
Chaque épisode se penche sur un mot spécifique. En 2019 et en 2020, la série a traité des mots :
- Amérindien
- Autrice
- Charge mentale
- Consentement
- Égoportrait
- Féminisme
- Gauche-Droite
- Intersectionnalité
- Laïcité
- LGBTQ
- Liberté d'expression
- Muse
- Nationalisme
- Opinion
- Race
- Réchauffement
- Terrorisme
- Réfugié
- Territoire
- Transhumanisme